# عملیات دراگون
عملیات دراگون عملیاتی در طی جنگ جهانی دوم بود که توسط متفقین و به منظور آزادسازی جنوب فرانسه از اشغال آلمان صورت گرفت و در نهایت با پیروزی متفقین به پایان رسید.